# Infosec UPS System
Infosec Communication est une société française spécialisée dans la distribution de produits de protection électrique et sécurité informatique, fabrication et commercialisation à l'échelle internationale des onduleurs et parasurtenseurs, coupe-veilles, chargeurs universels, étuis et étanches, régulateurs, convertisseurs, accessoires et logiciels.
Depuis 2010, cette société a étendu son marché au solaire avec la conception d'un premier onduleur photovoltaïque, le P2 Sunrise.